# 小行星4810
小行星4810（英語：4810 Ruslanova）是一颗围绕太阳公转的小行星。1972年4月14日，柳德米拉·切爾尼赫在克里米亚发现了此天体。
这颗小行星的绝对星等为133.2789530230918等。